# Humood AlKhudher
Humood Othman AlKhudher (in arabo : حمود عثمان الخضر), noto semplicemente come Humood o Humood AlKhudher, (Kuwait City, 24 gennaio 1989) è un cantante kuwaitiano.
È noto per la sua integrazione tra la musica araba e gli stili pop internazionali e per l'impiego di testi edificanti. Ha guadagnato popolarità nel 2015 con l'uscita del suo singolo Kun Anta.
Humood ha pubblicato il suo album compilation Fekra nel 2014. Nel 2015 ha firmato per Awakening Music e ha pubblicato il suo album Aseer Ahsan. Nel febbraio 2020 ha annunciato il suo nuovo album Matha Ba'd?.

## Biografia
Humood è nato in Kuwait il 24 gennaio 1989. Nel 1990 si è trasferito con i suoi genitori nel Regno Unito, dove suo padre ha conseguito il dottorato di ricerca in psicologia. La famiglia ha vissuto lì per cinque anni prima di tornare in Kuwait. Humood ha conseguito la laurea in Scienze dei media presso la Kuwait University. Ha seguito corsi di produzione musicale e di business musicale con il programma online del Berklee College of Music. Ha ricevuto una formazione vocale formale dal vocal coach delle celebrità Elaine Overholt a Toronto, in Canada.

### Inizi
Humood ha iniziato la sua carriera musicale nel 1999 come corista per lo zio che si esibiva regolarmente in manifestazioni locali. All'età di 13 anni ha cantato Ummi Filisteen, un duetto con Mishari Al-Aradah. Per i dieci anni successivi, Humood ha continuato a registrare e pubblicare singoli mentre era ancora studente. Dopo aver conseguito la laurea, Humood ha deciso di dedicarsi alla musica in modo professionale.

### Fekra
Nel 2014, Humood ha pubblicato Fekra, un album compilation dei suoi dieci singoli più importanti tra il 2009 e il 2014. L'elenco delle tracce dell'album comprendeva la sigla del programma televisivo in prima serata della MBC Khawater, e una versione estesa del Ramadan jingle Fekra di Zain Telecom.

### Aseer Ahsan
Nel gennaio 2015, Humood ha firmato con la Awakening Musix e ha lanciato il suo album di debutto Aseer Ahsan su temi come la determinazione e l'autoconsapevolezza. L'album comprende 10 canzoni, una delle quali è Kun Anta, accompagnata da un video musicale. La canzone Kun Anta è diventata un grande successo ed è stata una delle più vendute su iTunes Malaysia e Indonesia. In seguito è stata registrata una versione indonesiana della canzone intitolata Jadi Diri Sendiri.

### Matha Ba’d?
Nel febbraio 2020, Humood ha annunciato il suo prossimo album Matha Ba'd? attraverso un video trailer su YouTube. L'album uscirà gradualmente nell'arco di 6 mesi. Il primo singolo Dandin Ma'i è stato pubblicato il 20 febbraio.

## Discografia

### Album
- 2013: Fekra (in arabo: فكرة)
- 2015: Aseer Ahsan (in arabo:  أصير أحسن)
- 2020: Matha Ba’d? (in arabo:  ماذا بعد)[senza fonte]

## Videografia
- 2016: Kun Anta (in arabo: كن أنت)
- 2016: Ha Anatha (in arabo:  هأنذا)
- 2016: Lughat Al'Aalam (in arabo:  لغات العالم)
- 2020: Dandin Ma'i (in arabo:  دندن معي)[senza fonte]